# 施米德山

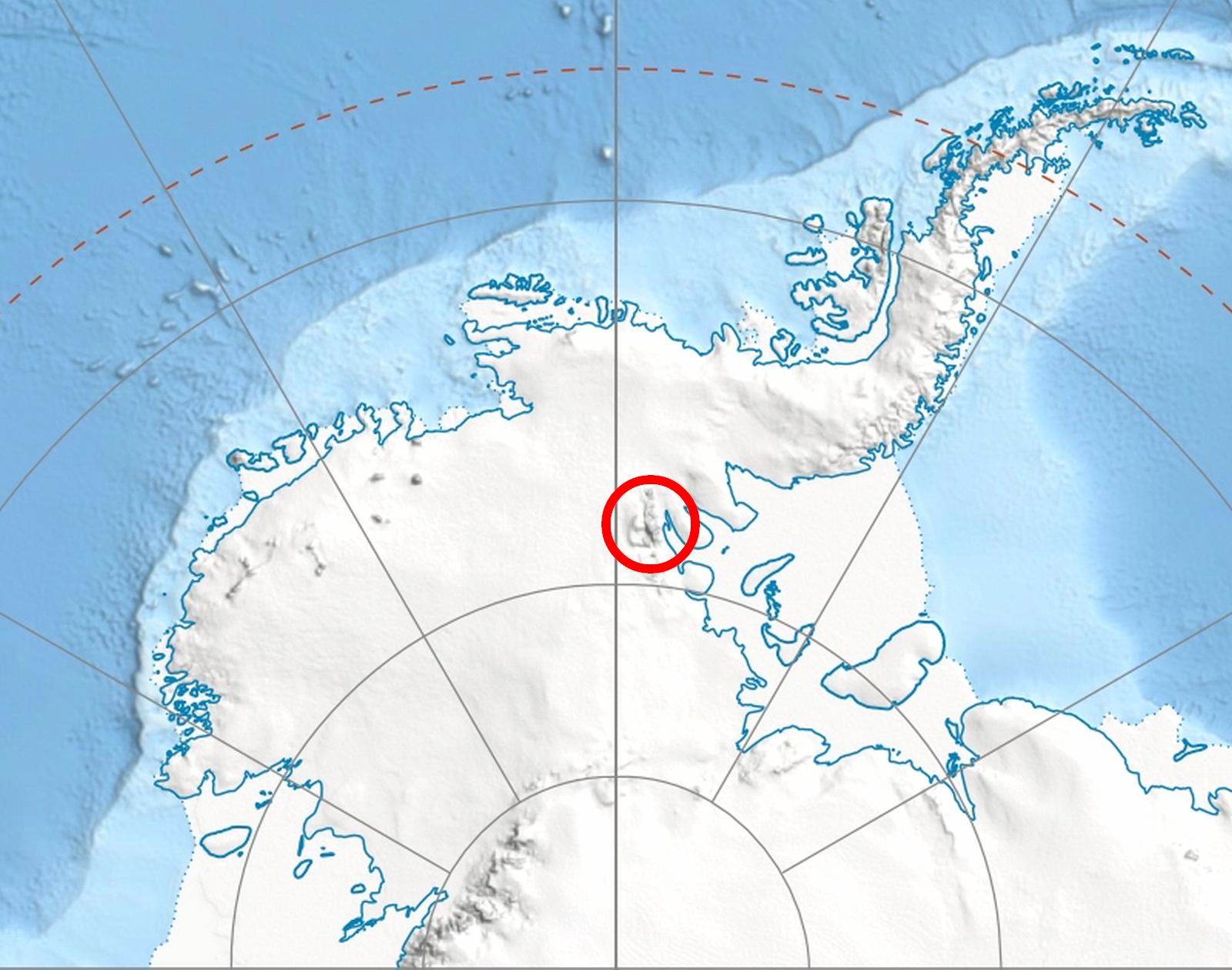

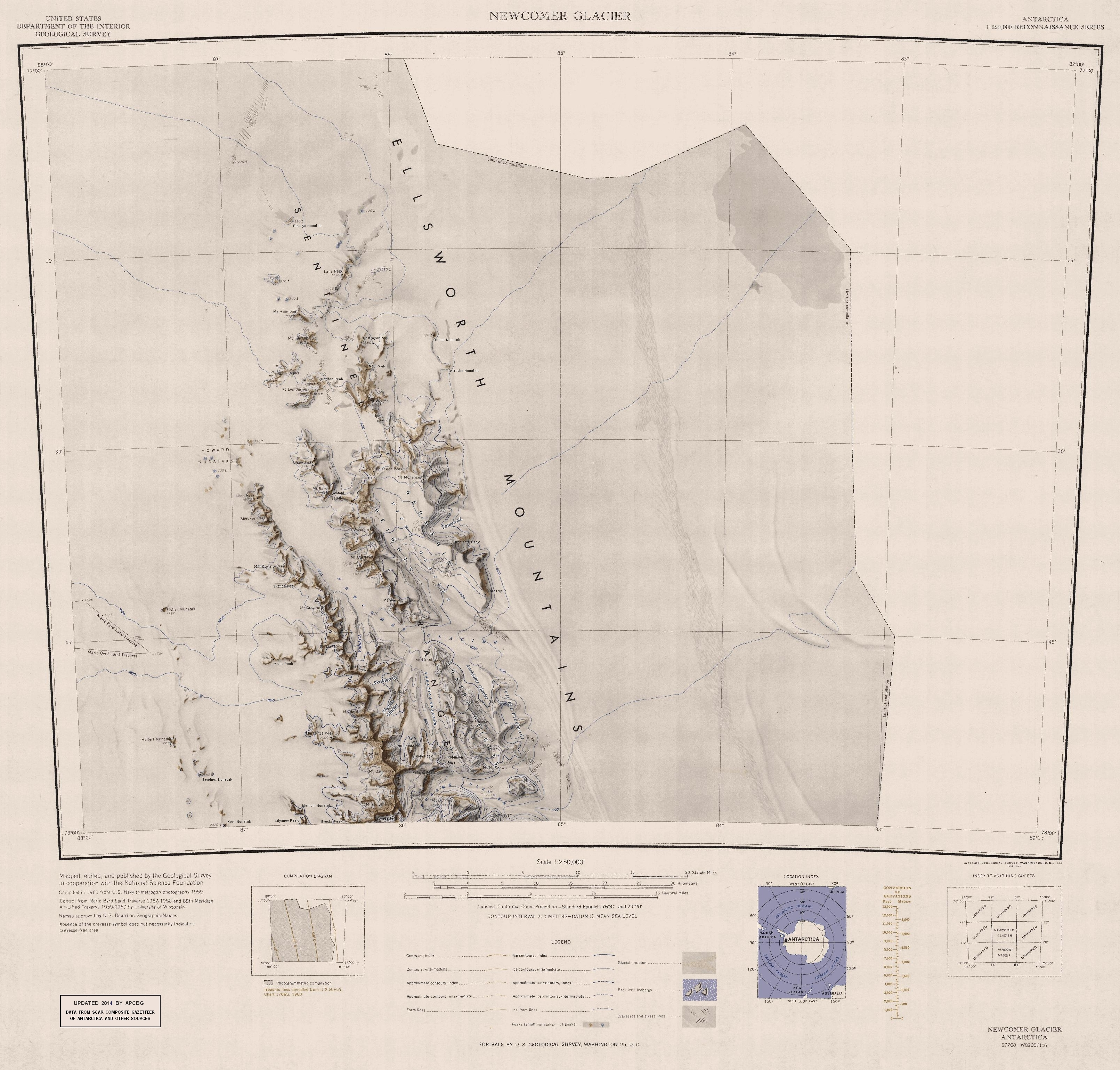

施米德山（英語：Mount Schmid），是南極洲的山峰，位於埃爾斯沃思地，屬於埃爾斯沃思山脈中森蒂納爾嶺的一部分，處於戈德斯懷特山以東8公里，美國地質調查局根據測量和該國海軍的空中照片繪入地圖，現時由南極條約體系管理。